# Култура Европе
Култура Европе је сложен и вишеслојан појам који обухвата разноликост културних израза, вредности, традиција и уметничких достигнућа народа и нација који насељавају континент Европу. Обликована кроз хиљаде година историје, европска култура представља синтезу утицаја античких цивилизација, хришћанства, ренесансе, просветитељства и бројних других друштвених, политичких и интелектуалних покрета. Иако је карактерише изузетна хетерогеност, постоје и одређени заједнички елементи и вредности који чине препознатљив европски културни идентитет, који је имао и наставља да има значајан утицај на светску културу.

## Корени европске културе
Темељи европске културе леже на неколико кључних историјских и цивилизацијских стубова:

### Античка Грчка и Рим
Старогрчка цивилизација поставила је темеље европској филозофији (Сократ, Платон, Аристотел), демократији, историографији, математици, науци, позоришту (трагедија и комедија) и ликовним уметностима (архитектура, скулптура). Њена митологија и књижевност (нпр. Хомерови епови) извршиле су дубок утицај на каснију европску уметност и мисао.
Римско царство је наследило и проширило грчку културу, додајући јој свој допринос у области права, језика (латински, основа многих европских језика), архитектуре (путеви, аквадукти, јавне зграде), инжењерства и државне администрације. Римско наслеђе је било кључно за формирање западне цивилизације.

### Хришћанство
Хришћанство је имало пресудну улогу у обликовању европског културног идентитета, вредносног система, морала, уметности, архитектуре, музике и филозофије током средњег века и каснијих периода. Ширење хришћанства допринело је очувању класичног наслеђа у манастирима, развоју универзитета и формирању заједничког духовног простора у Европи. Подела на католицизам и православље, а касније и протестантизам, утицала је на стварање различитих културних образаца унутар Европе.

### Ренесанса и хуманизам
Ренесанса (XIV–XVI век) представља период обнове интересовања за античку уметност, књижевност и филозофију, као и процват науке и уметности. Хуманизам, као интелектуални покрет, наглашавао је вредност човека, његових способности и разума. Ренесанса је изнедрила великане попут Леонарда да Винчија, Микеланђела, Рафаела, Шекспира, Сервантеса, постављајући темеље модерној европској уметности и мисли.

### Просветитељство
Просветитељство (XVIII век) био је интелектуални и филозофски покрет који је наглашавао значај разума, науке, људских права и критичког преиспитивања ауторитета. Идеје просветитеља попут Џона Лока, Волтера, Жан-Жака Русоа, Имануела Канта имале су дубок утицај на политичку мисао (Француска револуција), друштвене реформе, образовање и уметност широм Европе.

## Језици и народи
Европу карактерише велика језичка и етничка разноликост. Већина европских језика припада индоевропској породици језика, која се дели на неколико великих група: словенску, германску, романску, келтску, грчку, албанску, балтичку и индоиранску (са ромским). Поред индоевропских, у Европи се говоре и језици из других породица, као што су угро-фински (нпр. мађарски, фински, естонски), туркијски (нпр. турски) и баскијски језик. Ова језичка разноликост је важан део европског културног идентитета.

## Уметност

### Књижевност
Европска књижевност је једна од најбогатијих и најутицајнијих у свету. Од античких епова и драма, преко средњовековне религиозне и световне књижевности, ренесансних дела, класицизма, романтизма, реализма, модернизма и постмодернизма, европска књижевност је обликовала светске књижевне токове. Значајни аутори су, између многих других, Данте, Шекспир, Сервантес, Гете, Иго, Толстој, Достојевски, Кафка, Пруст, Џојс.

### Ликовна уметност
Ликовна уметност у Европи прошла је кроз бројне стилске епохе:
- Средњовековна уметност: Романика, готика, византијска уметност (фреске, иконе, мозаици, илуминирани рукописи).
- Ренесанса и барок: Процват сликарства, скулптуре и архитектуре (Италија, Фландрија, Холандија, Шпанија).
- Неокласицизам и романтизам (XVIII и XIX век).
- Импресионизам и постимпресионизам (крај XIX века).
- Модерни уметнички правци XX века: Фовизам, кубизам, футуризам, експресионизам, дадаизам, надреализам, апстрактна уметност.
- Савремена уметност: Разноврсност израза, нови медији.

### Архитектура
Европску архитектуру одликује континуитет и разноврсност стилова, од грчких храмова и римских амфитеатара, преко романичких и готичких катедрала, ренесансних палата, барокних цркава и двораца, до неокласицистичких јавних зграда, сецесије, модерне архитектуре (Баухаус, функционализам) и савремених архитектонских остварења.

### Музика
Европа је колевка западне класичне музике. Од грегоријанског корала у средњем веку, преко полифоније ренесансе, барока (Бах, Хендл, Вивалди), класицизма (Моцарт, Хајдн, Бетовен), романтизма (Шуберт, Шуман, Шопен, Брамс, Чајковски, Верди, Вагнер), до модерних и савремених композитора XX и XXI века. Поред класичне, Европа има изузетно богату и разнолику традиционалну (фолклорну) музику, као и развијену сцену популарне музике (поп, рок, електронска музика, џез).

### Извођачке уметности
- Позориште: Од античке грчке драме, преко средњовековних мистерија и моралитета, ренесансног позоришта (нпр. елизабетанско позориште у Енглеској), до класицизма, романтизма и модерних позоришних праваца (реализам, натурализам, симболизам, епско позориште, театар апсурда).
- Опера: Настала у Италији крајем XVI века, опера је постала један од најзначајнијих европских музичко-сценских жанрова.
- Балет: Развио се на европским дворовима, посебно у Француској и Русији.
- Филм: Европа је место рођења филмске уметности (браћа Лимијер) и има богату кинематографску традицију са бројним националним кинематографијама и утицајним редитељима и покретима (нпр. немачки експресионизам, француски нови талас, италијански неореализам).

## Филозофија и наука
Европска филозофска мисао, од античких грчких филозофа, преко средњовековне схоластике, ренесансног хуманизма, рационализма и емпиризма XVII и XVIII века, немачког идеализма, до марксизма, егзистенцијализма, феноменологије и савремених филозофских праваца, значајно је утицала на светску мисао.
Научна револуција у XVI и XVII веку (Коперник, Галилеј, Кеплер, Њутн) и каснији научни развој у Европи поставили су темеље модерној науци и технологији.

## Традиције, обичаји и фестивали
Европу одликује велика разноликост народних традиција, обичаја и фестивала, који се разликују од региона до региона и одражавају локалне историјске, верске и друштвене специфичности. Многи обичаји везани су за хришћанске празнике (Божић, Ускрс), сезонске промене или важне животне догађаје. Постоје и бројни међународни фестивали музике, филма, позоришта и других уметности.

## Савремена европска култура и интеграције
Савремена европска култура је динамична и у сталном процесу трансформације. Процеси европске интеграције (посебно у оквиру Европске уније) подстичу културну размену и сарадњу, али и постављају питања очувања националних и регионалних културних идентитета у контексту глобализације. Мултикултурализам, миграције и дигитална револуција такође значајно обликују савремени културни пејзаж Европе. Институције попут Савета Европе и Европске уније имају програме за промоцију и заштиту културне баштине и подстицање културне разноликости.

## Утицај европске културе
Европска култура је током историје извршила снажан и далекосежан утицај на друге делове света, пре свега кроз колонијализам, миграције, трговину, ширење религије и културну размену. Елементи европске уметности, књижевности, филозофије, науке, политичких идеја и начина живота постали су саставни део многих других култура широм света. Истовремено, европска култура је и сама била обогаћивана утицајима из других цивилизација.